# Krisztus király ünnepe
Krisztus király ünnepe a „legfiatalabb” a főünnepek közül a római katolikus egyház liturgikus naptárában és más keresztény egyházaknál is.

## A katolikusoknál
A katolikusok fő ünnepei közé XI. Piusz pápa vezette be az 1925-ös szentévben december 11-én Quas Primas című enciklikájában. A pápa elhatározásának háttere, hogy ebben az időben erősödni látta az ateista kommunizmus és a szekularizmus eszméit és ezt a Krisztustól és az egyháztól való elfordulás veszélyeként értékelte.
Eredetileg a Mindenszentek ünnepe előtti vasárnap tartották, a II. vatikáni zsinat után, 1969-ben került az advent előtti utolsó vasárnapra. (Korábban ez a nap "a pünkösd utáni utolsó vasárnap" nevét viselte, saját speciális misével, amelynek bizonyos részeit a Krisztus király miséjébe is beleillesztették.) Az ünnepen a megelőző vasárnapoktól eltérően, zöld helyett fehér ruhában miséznek a papok.
Mozgó ünnep, a november 23-hoz legközelebbi vasárnap, tehát november 20. a legkorábbi, és november 26. a legkésőbbi időpontja, ezek között mozog. Ezen ünnep a liturgiai évkör utolsó vasárnapja, az egyházi év vége. Adventtel (advent első vasárnapjával) új egyházi év kezdődik.
Bár ünnepként új, az alapgondolat az első keresztény közösségek idejére vezethető vissza és az Újtestamentum számos része utal rá, többek közt Jézus és Pilátus párbeszéde János evangéliumában, amelyben Pilátus kérdésére, hogy valóban király-e Jézus, ő ezt válaszolja: "Az én országom nem e világból való."
A filippiekhez írt levélben idézett himnusz a feltámadás által megdicsőült Krisztus méltóságát a királykoronázás mozzanataival írja le.  Krisztus az utolsó ítélet bírája is. (Ezt jelképezi, hogy a II. vatikáni zsinat után Krisztus király ünnepe lett az egyházi év jelképes vége.)
"Krisztusról mint királyról a liturgikus év folyamán többször megemlékezünk, ez az ünnep azonban más, hiszen nem csak kiemeli Krisztusnak a világmindenségre kiterjedő hatalmát, hanem az egyházi év végén előremutat a történelem végső, nagy napja felé, mikor mint Úr, s Király jön majd el megítélni mindeneket" – írta az ünnepről Somfai Elemér.
Az ünnep tartalmát kifejezi az ekkor tartott szentmisékben gyakran felhangzó himnikus latin röpima: "Christus vincit, Christus regnat, Christus imperat", azaz Krisztus győz, Krisztus kormányoz, Krisztus uralkodik". 

## Más egyházaknál
Az ünnepet a Church of England, az anglikán egyház is megtartja az advent előtti utolsó vasárnapon, tehát ugyanakkor, amikor a római katolikusok.
Az amerikai Presbiteriánus Egyház a liturgikus év utolsó vasárnapján tartja.
Bizonyos metodista naptárakban Krisztus király ünnepe a Királyság nevű liturgiai időszak utolsó vasárnapja és egybeesik a katolikus ünnepnappal.
Október utolsó vasárnapja, az ünnep korábbi napja sok protestáns felekezetnél a reformáció vasárnapja.